# Berné
Berné (Berne trong tiếng Bretagne) là một xã ở tỉnh Morbihan, vùng Bretagne tây bắc Pháp. Xã này có diện tích 34,77 km², dân số năm 1999 là 1316 người. Khu vực này có độ cao từ 36-166 mét trên mực nước biển.
Cư dân của Berné danh xưng trong tiếng Pháp là Bernéens.